# Lipowo (Kruklanki)
Lipowo (deutsch Lipowen, 1928 bis 1945 Lindenheim) ist ein Ort in der polnischen Woiwodschaft Ermland-Masuren, der zur Landgemeinde Kruklanki (Kruglanken) im Powiat Giżycki (Kreis Lötzen) gehört.

## Geographische Lage
Lipowo liegt südlich des Borkener Forsts (auch: Borker Heide, polnisch Puszcza Borecka) im nördlichen Osten der Woiwodschaft Ermland-Masuren. Die einstige und jetzige Kreisstadt Giżycko (Lötzen) liegt 23 Kilometer in westlicher Richtung entfernt.

## Geschichte
Das nach 1785 Lippowen und bis 1928 Lipowen genannte kleine Dorf wurde 1874 in den Amtsbezirk Orlowen (polnisch Orłowo) eingegliedert. Er wurde 1938 in „Amtsbezirk Adlersdorf“ umbenannt und gehörte bis 1945 zum Kreis Lötzen im Regierungsbezirk Allenstein (bis 1905: Regierungsbezirk Gumbinnen) der preußischen Provinz Ostpreußen.
In Lipowen waren im Jahr 1910 insgesamt 327 Einwohner registriert.
Aufgrund der Bestimmungen des Versailler Vertrags stimmte die Bevölkerung im Abstimmungsgebiet Allenstein, zu dem Lipowen gehörte, am 11. Juli 1920 über die weitere staatliche Zugehörigkeit zu Ostpreußen (und damit zu Deutschland) oder den Anschluss an Polen ab. In Lipowen stimmten 320 Einwohner für den Verbleib bei Ostpreußen, auf Polen entfielen keine Stimmen.
Am 5. März 1928 wurde Lipowen umbenannt und erhielt den Namen „Lindenheim“. Im Jahr 1933 zählte das Dorf 340 und 1939 noch 288 Einwohner.
In Kriegsfolge kam das Dorf 1945 mit dem gesamten südlichen Ostpreußen zu Polen und heißt seither „Lipowo“. Es ist heute Sitz eines Schulzenamtes (polnisch sołectwo), das auch den Nachbarort Majerka miteinschließt, und eine Ortschaft im Verbund der Landgemeinde Kruklanki (Kruglanken) im Powiat Giżycki (Kreis Lötzen), vor 1998 der Woiwodschaft Suwałki, seitdem der Woiwodschaft Ermland-Masuren zugeordnet.

## Religionen
Bis 1945 war Lipowen resp. Lindenheim in die evangelische Kirche Orlowen in der Kirchenprovinz Ostpreußen der Kirche der Altpreußischen Union sowie in die katholische Kirche St. Bruno in Lötzen im Bistum Ermland eingepfarrt.
Heute ist Lipowo mit einem eigenen Gotteshaus Teil der katholischen Pfarrei Orłowo im Bistum Ełk (Lyck) der Römisch-katholischen Kirche in Polen und gehört zur evangelischen Kirchengemeinde in Wydminy (Widminnen), einer Filialgemeinde der Pfarrei Giżycko in der Diözese Masuren der Evangelisch-Augsburgischen Kirche in Polen.

## Verkehr
Lipowo liegt abseits vom Verkehrsgeschehen an einer zum Teil unwegsamen Nebenstraße, die von Kruklanki (Kruglanken) über Możdżany (Mosdzehnen, 1930 bis 1945 Borkenwalde) und Jurkowo (Jorkowen, 1938 bis 1945 Jorken) hierher führt. Innerorts trifft diese Straße auf einen Verbindungslandweg, der Wolisko (Walisko, 1938 bis 1945 Waldsee) mit Grądzkie (Grondzken, 1938 bis 1945 Funken) verbindet.

## Söhne und Töchter des Ortes
- Karl Broschko (1900–1972), Politiker, Landtagsabgeordneter (SPD)